# Ryssröra
Ryssröra är en maträtt bestående av en varm röra med bland annat köttfärs, vitkål och ris. Den kan serveras i pitabröd, tortillabröd eller mjukt tunnbröd och med olika kalla såser. Maträtten förekommer som skolmat i Sverige och var särskilt vanlig under 1990-talet. Därefter har den fått konkurrens av tacos.